# شهاب‌الدین بدایونی
مولانا شهاب‌الدین بن‌جمال‌الدین بدایونی متخلص به مهمره، متوفی پیش از ۶۶۵ هجری شاعر پارسی‌گو و دانشمند قرن هفتم است.

## اعتبار و اهمیت
بدایونی یکی از بزرگترین دانشمندان دورهٔ خود، و به قول امیرخسرو دهلوی «بلبل بستان علم» بود. مؤلف مخزن الغرائب نویسد: «طبعی موزون و شعری چون در مکنون داشت» و تقی اوحدی گوید: «در شعر وی صنایع و بدایع بسیار و فصاحت و بلاغت بی‌شمار است؛ و در اکثر قصاید التزامات مشکلهٔ غریبه مکرر نموده و نهایت قدرت به ظهور رسانیده.»

## سبک
بدایونی قصاید متکلف و مصنوع دارد که اکثر آن در ستایش خدا و پیغمبر گفته شده‌است. برای نمونه چند بیت از قصیده‌ای را که در مدح بهاءالدین حسن - یکی از امرای دربار سلطان رکن الدین - سروده نقل می‌کنیم. در این قصیده «الف» نیامده‌است.
| زهی چو مهر بجو کرم شده مشهود     |  | علو قدر تو برتر ز گنبد معمور    |
| نسیم خلق تو در حد شش جهت موصوف   |  | بلند حیث تو در بزم نه فلک مشهور |
| محیط علم و خرد هم بهاء دین کز تو |  | حدیث حسن گشت در زمین مذکور      |
| زقدرتست معظم نموده مسند ملک      |  | ز فرتست مقدس شده تجلی تور       |

از قدیمیترین سخن‌سرایان فارسی هند است که تصوف را به قصیده وارد کرده‌است. فخرالدین «عمید» و امیرخسرو دهلوی از شاگردان وی‌اند.

## نمونه شعر
این چند بیت برگزیده از قصیده‌ای است مشتمل بر ۴۱ بیت که در هر بیت کلمات گرگ و پیل شیر آمده‌است:
| آسمان پیل‌گون مالد تنم را گرگ‌سان           |  | روزگار شیروَش صبرم رباید گرگ‌وار         |
| زور گرگم نی و با من تُندپیل آسمان          |  | شیرمردی می‌کند چون گرگ کهنه روزگار      |
| پیل با گرگ آن نکرد و گرگ با میش، آنچه کرد |  | شیر چرخ از جور با این شخص چون موی نزار |

و این ابیات از قصیده‌ای است در حمد و نعت که در هر بیت آن کلمات مور و موی به کار برده شده:
| از زبان گرچه شکافم موی هنگام بیان     |  | در ثنای حق ز حیرت همچو مورم بی‌زبان     |
| در پی زنجیر مویان پری‌رو از هوس        |  | بسته‌ام بسیار چون موران ز دل جان برمیان |
| بعد ازین چون مور بندم بر در بیچون کمر |  | وز بن هر موی توفیقش گشایم صد زبان      |

## پی‌نوشت
1. ↑  سدارنگانی، پارسی‌گویان هند و سند.
2. ↑  دهلوی، مقدمهٔ غرة الکمال.
3. ↑  سدارنگانی، پارسی‌گویان هند و سند.
4. ↑  سدارنگانی، پارسی‌گویان هند و سند.
5. ↑  بی‌نا، بزم مملوکیه، ۵۳.